# ATP Challenger Courmayeur
Das ATP Challenger Courmayeur (offizieller Name Valle d’Aosta Open) war ein Tennisturnier, das 2011 einmal in Courmayeur ausgetragen wurde. Es war Teil der ATP Challenger Tour und wurde in der Halle auf Hartplatz gespielt. Nicolas Mahut gewann bei der Ausgabe sowohl im Einzel als auch im Doppel und ist damit einziger mehrmaliger Turniersieger.

## Liste der Sieger

### Einzel
| Jahr | Sieger        | Finalist      | Ergebnis  |
| ---- | ------------- | ------------- | --------- |
| 2011 | Nicolas Mahut | Gilles Müller | 7:64, 6:4 |

### Doppel
| Jahr | Sieger                     | Finalist                          | Ergebnis |
| ---- | -------------------------- | --------------------------------- | -------- |
| 2011 | Marc Gicquel Nicolas Mahut | Olivier Charroin Alexandre Renard | 6:3, 6:4 |